# Evangelische Stadtkirche (Offenbach am Main)

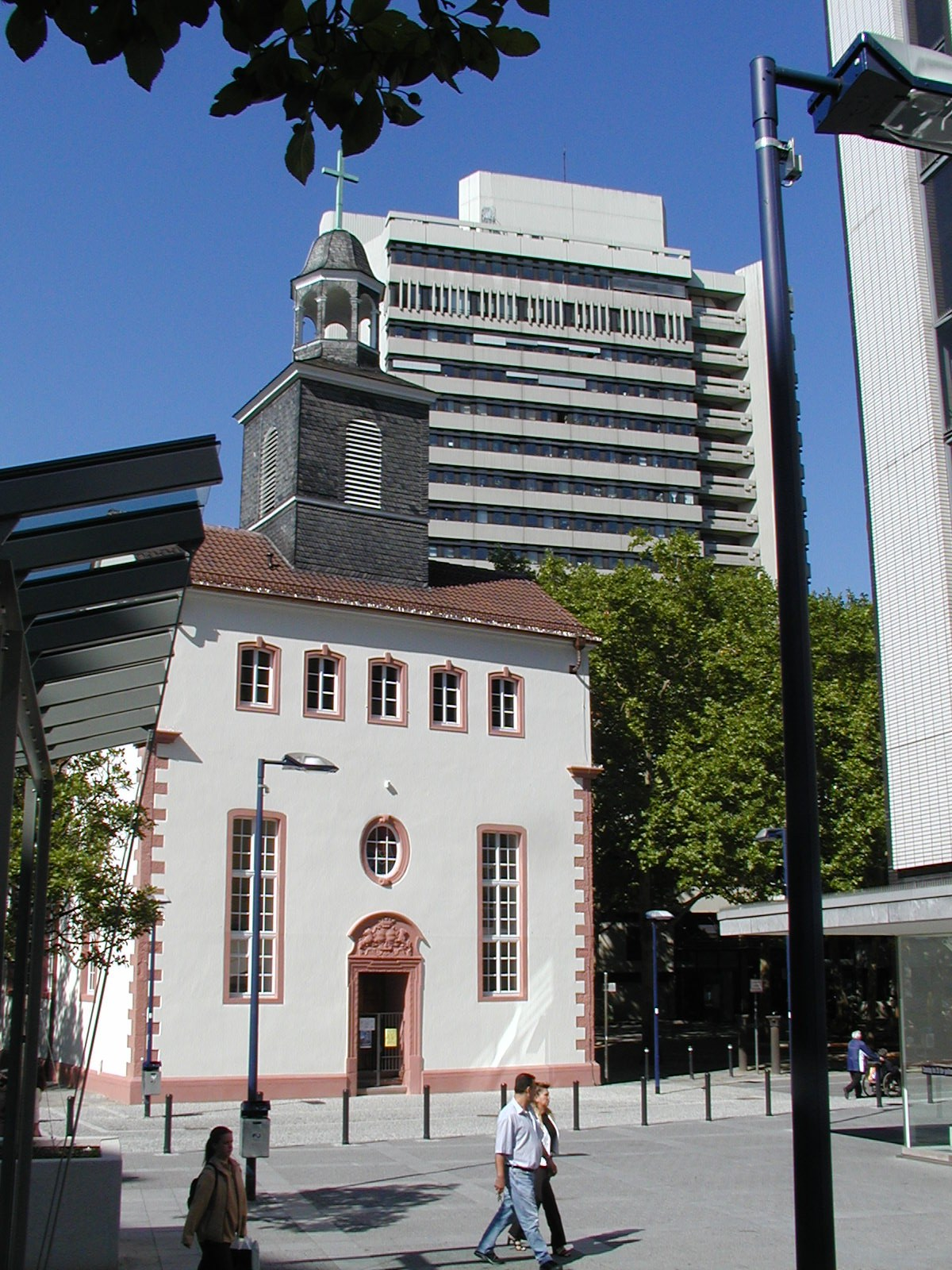
Evangelische Stadtkirche in Offenbach am Main. Im Hintergrund das Rathaus der Stadt

Die Evangelische Stadtkirche in Offenbach am Main ist eine zentral in der Stadt gelegene barocke Kirche. Sie wurde 1749 fertiggestellt und ist damit die älteste erhaltene lutherische Kirche in Offenbach. Sie wird von der Evangelischen Stadtkirchengemeinde Offenbach am Main genutzt. Diese gehört zum Evangelischen Stadtdekanat Frankfurt am Main und Offenbach in der Evangelischen Kirche in Hessen und Nassau.
Das Gebäude ist Kulturdenkmal nach dem Hessischen Denkmalschutzgesetz.

## Lage
Die in der Kirche beheimatete Evangelische Stadtkirchengemeinde Offenbach ist eine der elf Gemeinden innerhalb des Evangelischen Kirchengemeindeverbandes Offenbach. Das Gemeindegebiet umfasst im Bereich vom Main bis zur Bismarckstraße das Gebiet zwischen der Kaiserstraße und der Waldstraße. Die Kirche liegt inmitten des Gemeindegebiets.

## Geschichte
Graf Reinhard von Isenburg führte nach 1542 in Offenbach die Reformation nach lutherischem Bekenntnis ein, doch setzte sich ab 1592 das reformierte Bekenntnis durch. Die Stadt blieb danach über viele Jahrhunderte reformiert. Erst ab 1734 wurde den lutherischen Gemeindemitgliedern wieder die Erlaubnis zur öffentlichen Ausübung ihrer Religion erteilt. 1735 bestanden die Lutheraner bereits aus 40 Familien. Sie wandten sich an den Landesherrn Graf Wolfgang Ernst III. mit der Bitte, ein eigenes Gotteshaus bauen zu dürfen, woraufhin die Erlaubnis erteilt wurde. 1737 erwarb die Gemeinde den Bauplatz am jetzigen Sitz der Kirche in der Neugasse, der heutigen Herrnstraße.
Am 2. September 1739 erfolgte die Grundsteinlegung in Anwesenheit des Landesherrn. Aufgrund Geldmangels kam der Bau nur schleppend voran. 1741 tagten die Vertreter von 14 deutschen Fürsten in Offenbach. Sie schenkten der Gemeinde 772 Taler und silberne Abendmahlsgeräte. Sie tragen die Inschrift: Geschenk des Fürstenkongresses zu Offenbach 1741 und befinden sich unverändert im Besitz der Gemeinde. Mit der Geldspende konnte der Bau weiter vorangetrieben werden.
Am 1. Advent 1748 fand die Einweihung des noch nicht ganz vollendeten Kirchenbaues statt. 1749 war die kleine Kirche fertiggestellt. 1755 fertigte der damalige Fürst Wolfgang Ernst zu Isenburg-Bierstein die Errichtungsurkunde aus.
Im Jahr 1848 vereinigten sich die hiesige lutherische und die reformierte Gemeinde zur vereinigten evangelisch – protestantischen Gemeinde. Die lutherische Kirche trug fortan den Namen Stadtkirche.

## Gebäude

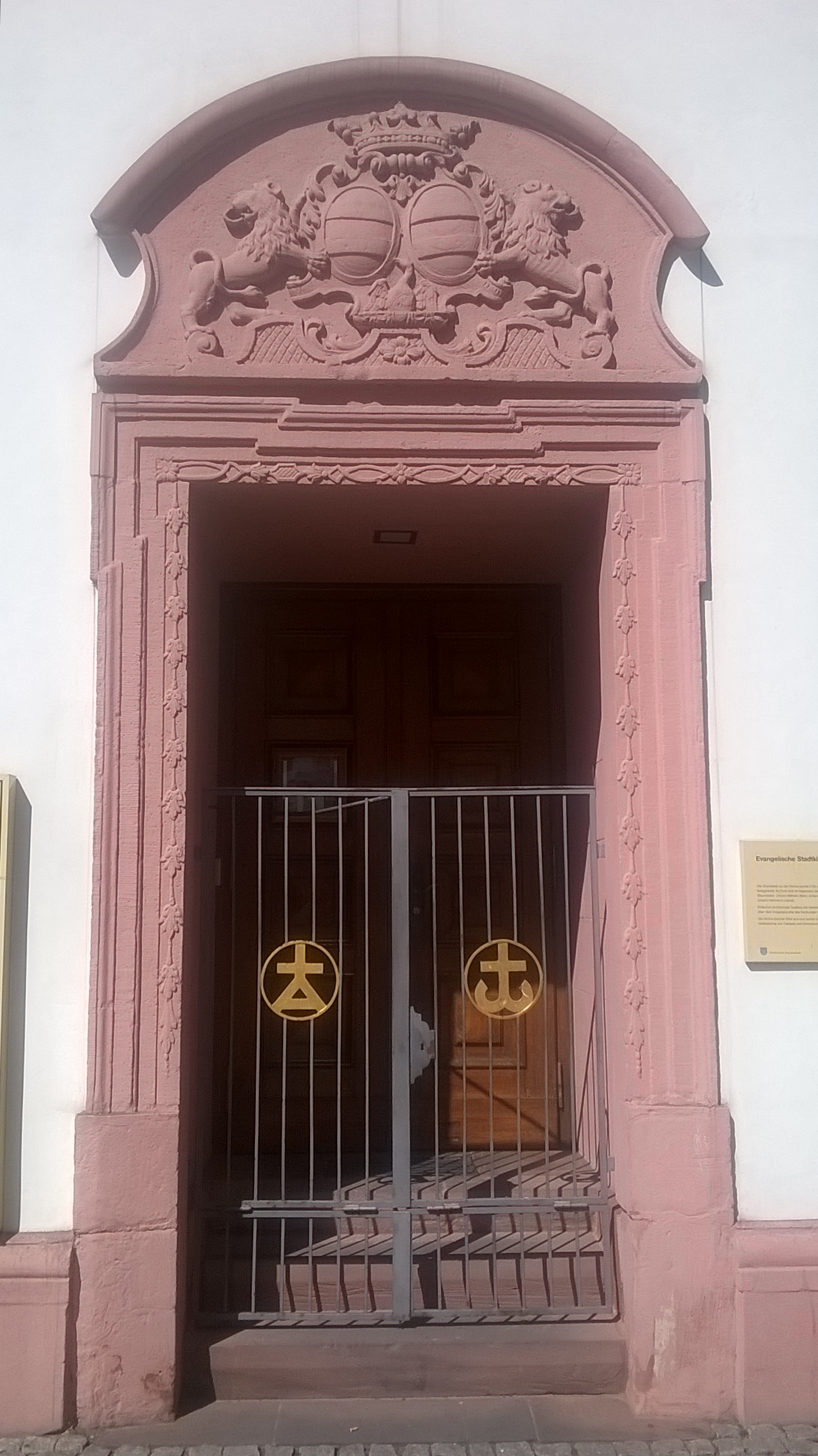
Tür der Stadtkirche. Gut erkennbar das Portal mit dem Isenburger Wappen

Als Baumeister der Kirche gelten Johann Wilhelm Beck, Johann Fleischmann und Johann Hartmann Leipolt. Das Gebäude verfügt über einen zweigeschossigen, querstehenden Eingangsbau. An der Giebelseite verfügt sie über einen Turm mit Laterne. Der Innenraum ist ein kleiner, rechteckiger Saalbau mit polygonal geschlossenem, dreiseitigem Chor. Das Isenburger Wappen schmückt das Eingangsportal. Ebenso wie die Französisch-Reformierte Kirche war auch die Stadtkirche ursprünglich in die Flucht der Wohnhäuser in der Herrnstraße eingebunden. Heute ist sie freistehend und in Nachbarschaft zu unmaßstäblich hohen Bauten.
Im Jahr 1934 erfolgte eine neue Innenraumgestaltung.
In der Nacht vom 18. auf den 19. März 1944 zerstörte ein Luftangriff die Stadtkirche. Sie brannte bis auf die Umfassungsmauern aus. 1949 erfolgte der Wiederaufbau unter dem Architekten Heinz Collin: Am 27. März 1949 wurde das Richtfest der nach zeitgemäßen Plänen wieder aufgebauten Stadtkirche gefeiert. Ihre Wiedereinweihung erfolgte am 27. November 1949.
In den Jahren 1978 bis 1979 erfolgte eine Innenrestaurierung, die in den sachlichen Neubau von 1949 Stilelemente einbrachte, welche an den alten Barockbau der Stadtkirche erinnerte. 2003 war eine erneute Innenrenovierung der Kirche notwendig. Das Farbkonzept des Innenschiffes unterstreicht jetzt noch ausgeprägter die barocken Elemente in der Kirche. Im September 2004 wurde die Renovierungsphase mit einer Außenrenovierung abgeschlossen. Auch hier richtete man sich in der Farbgebung nach alten Vorbildern.
Das Gebäude steht unter Denkmalschutz.

## Einrichtung

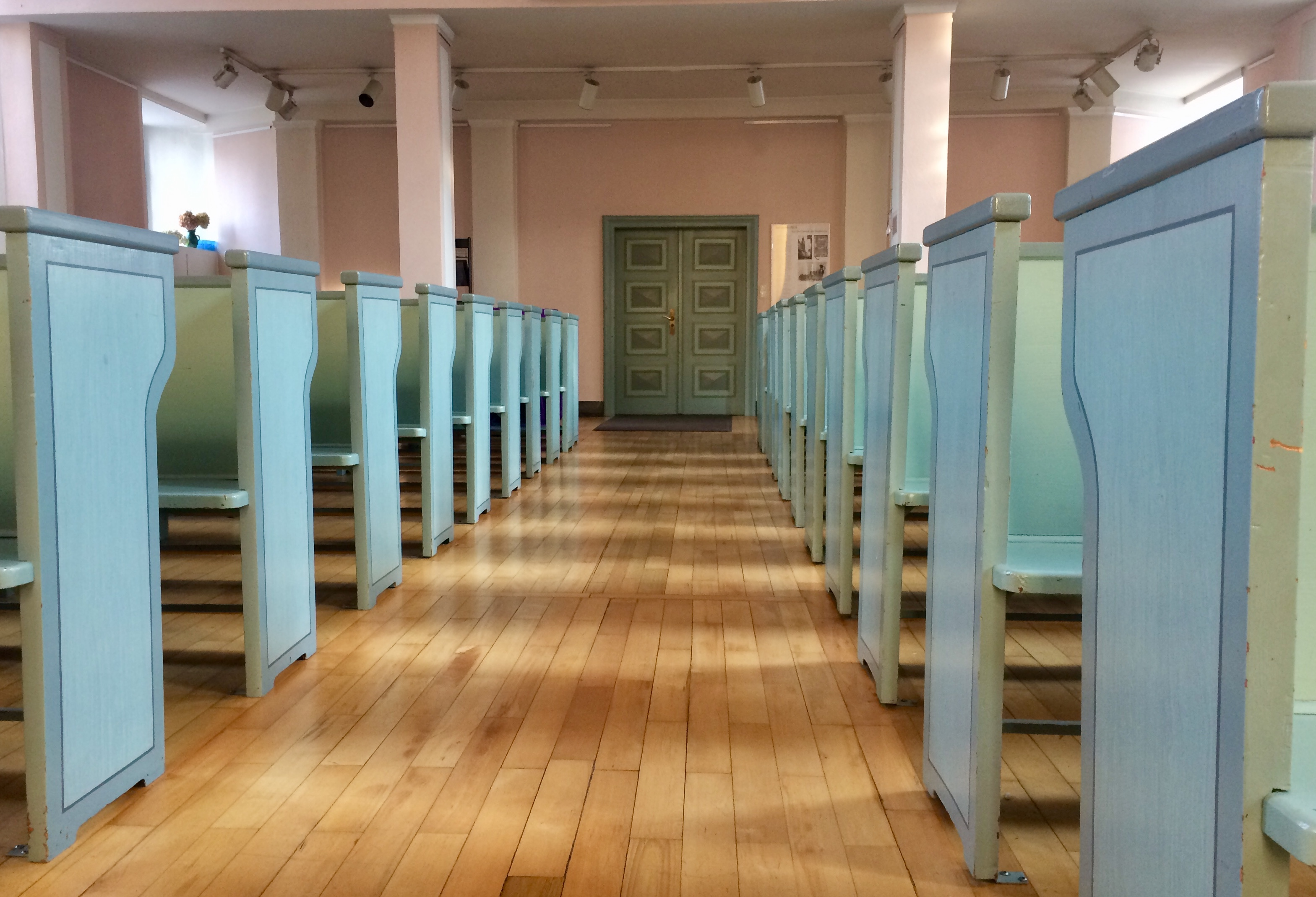
Blick vom Altar in die Bankreihen

Im Inneren der Kirche findet sich ein schlichter Kirchenraum mit Stuckdecke. Dieser ist an der Ostempore mit einer Orgel ausgestattet. Zudem findet sich dort älteres, farbig gefasstes Gestühl. Die Ausstattung mit Kanzel und Altar ist modern gehalten.

### Geläut
Das ursprüngliche Geläut, welches aus Kanonen gegossen war, welche im Deutsch-Französischen Krieg von 1870/1871 erbeutet wurden, wurde im Zweiten Weltkrieg eingeschmolzen. 1956 läuteten am 29. April die Glocken des jetzigen Geläuts zum ersten Mal. Diese tragen, mit der größten beginnend, folgende Inschriften und Symbole:
| Nr. | Name                                         | Nominal (HT-1/16) | Gewicht (kg) | Durchmesser (mm) | Inschrift und Symbol                                                                                              |
| 1   | Feiertagsglocke                              | h                 |              |                  | Gelobet sei der Herr ewiglich (Ps 89,53 ) Symbol: Gottesauge (Rudolf Koch).                                       |
| 2   | Gedächtnisglocke für Gefallene und Vermisste | d                 |              |                  | Ich bin die Auferstehung und das Leben (Johannes 11,25 ) Symbol: Des die Welt überwindenden Kreuzes (Rudolf Koch) |
| 3   | Gebetsglocke                                 | e                 |              |                  | Wachet und betet (Matthäus 26,41 ) Symbol: Gethsemane (Rudolf Koch)                                               |

### Orgel

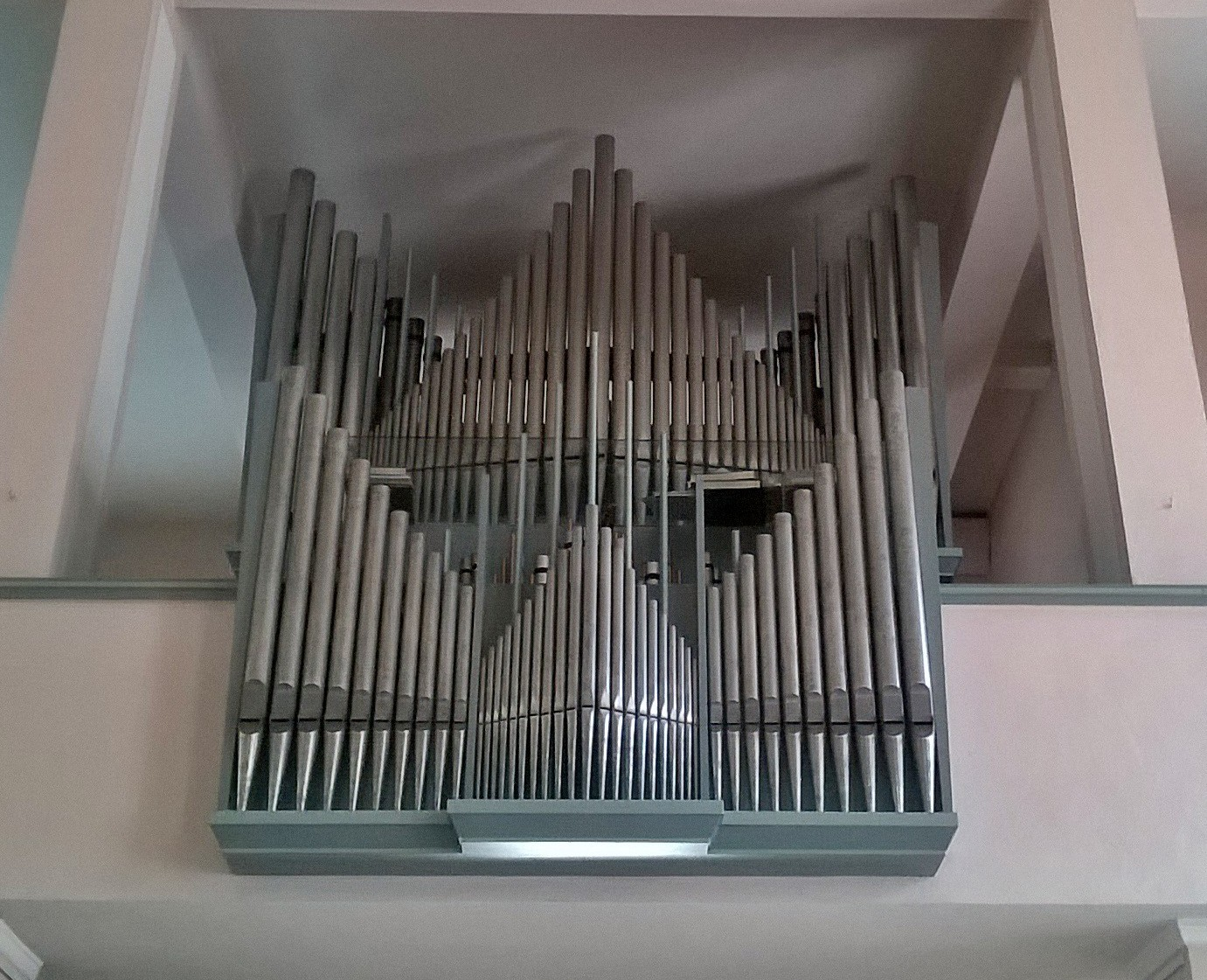
Blick auf die Orgel

Die nach der Zerstörung im Zweiten Weltkrieg erforderliche neue Orgel wurde 1957 von der Firma Förster & Nicolaus Orgelbau gefertigt, wobei elf Register aus einer vorhandenen Orgel übernommen werden konnten. Das Instrument erhielt ein in handwerklicher und künstlerischer Hinsicht gutes Zeugnis. Mit seinen 15 Registern bietet sie sowohl einen gravitätischen Klang, wie er für die Interpretation großer Orgelwerke erforderlich ist, als auch eine Palette farblich differenzierter kammermusikalischer Klangfarben. Die verhältnismäßig große Anzahl von Grundregistern beugt der bei kleinen und mittleren Instrumenten häufig anzutreffenden Obertonlastigkeit vor. Bei einigen Registern handelt es sich um Pfeifenmaterial aus dem älteren Instrument, was jedoch der Orgel klanglich nicht zum Nachteil gereicht, sondern gerade die überzeugende Darstellung eines Teils der romantischen Orgelliteratur gestattet. 1969 wurden die Zungenregister, die klanglich nicht befriedigten, in konstruktiv verbesserter Bauweise und edleren Materialien erneuert.

## Sonstiges

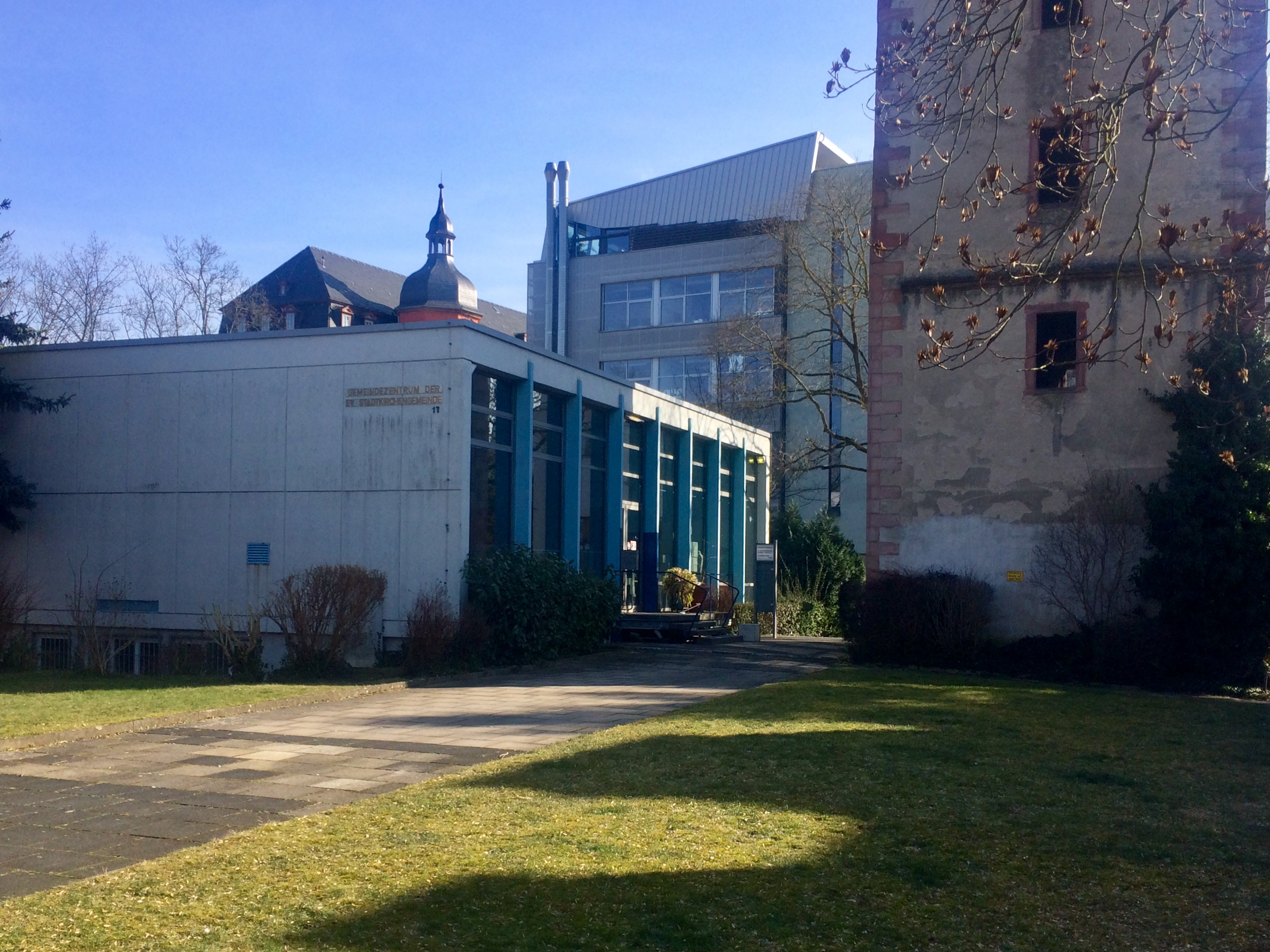
Gemeindehaus. Rechts der Turm der ehemaligen Schlosskirche

- Das 1957 errichtete Gemeindezentrum und das Pfarrhaus befinden sich auf dem Gelände der im Zweiten Weltkrieg zerstörten Schlosskirche.
- Die Struktur der Evangelischen Stadtkirchengemeinde ist heute durch die innerstädtische Wohnungssituation geprägt und umfasst vor allem ältere Bürger. Die Gemeinde ist mit 750 Mitgliedern eine der kleinsten Gemeinden in Offenbach (Stand: Dezember 2013).[5]
- Die Gemeinde pflegt ein offenes Selbstverständnis. Nicht nur klassische Eheschließungen, auch eingetragene Partnerschaften erhalten auf Wunsch den kirchlichen Segen.[9]
- Die Kirche wird regelmäßig für Ausstellungen genutzt.[10][11][12]
- Viermal im Jahr erscheint der Gemeindebrief Evangelische Stadtkirche Offenbach, welcher 24 Seiten in Farbe umfasst. Er enthält neben einem Editorial des Pfarrers Nachrichten aus dem Gemeindeleben, der Kindertagesstätte sowie dem Dekanat Offenbach. Zudem gibt es einen Ausblick auf kommende Gottesdienste und Veranstaltungen und einen Rückblick auf die Kasualien.[13]